# غلوريا ديكسون
غلوريا ديكسون (بالإنجليزية: Gloria Dickson)‏ هي ممثلة أمريكية، ولدت في 13 أغسطس 1917 ببوكاتيلو في الولايات المتحدة، وتوفيت في 10 أبريل 1945 بلوس أنجلوس في الولايات المتحدة بسبب استنشاق الدخان.

## وصلات خارجية
- غلوريا ديكسون على موقع IMDb (الإنجليزية)
- غلوريا ديكسون على موقع ألو سيني (الفرنسية)
- غلوريا ديكسون على موقع أول موفي (الإنجليزية)
- غلوريا ديكسون على موقع قاعدة بيانات برودواي على الإنترنت (الإنجليزية)
- غلوريا ديكسون على موقع قاعدة بيانات الأفلام السويدية (السويدية)
- غلوريا ديكسون على موقع إن إن دي بي (الإنجليزية)
- غلوريا ديكسون على موقع قاعدة بيانات الفيلم (الإنجليزية)
- غلوريا ديكسون على موقع كينوبويسك (الروسية)